# Jean-Marc Cormier
 (février 2025).
 (février 2025).
Si vous disposez d'ouvrages ou d'articles de référence ou si vous connaissez des sites web de qualité traitant du thème abordé ici, merci de compléter l'article en donnant les références utiles à sa vérifiabilité et en les liant à la section « Notes et références ».
Pour les articles homonymes, voir Cormier (homonymie).
Jean-Marc Cormier est un auteur-compositeur et écrivain québécois né à Saint-René le 8 février 1948. Il vit dans le Bas-Saint-Laurent depuis 1975.
Spécialiste des communications, il travaille comme journaliste et agent d’information, particulièrement au Syndicat de l'enseignement de la région de la Mitis, affilié à la CSQ, de même qu’en coopération internationale au Sénégal, où il œuvre à nouveau en tant que coopérant volontaire, à Dakar, en 2009-2010.
Il collabore à plusieurs reprises à la radio de la Société Radio-Canada, à la revue de la nouvelle XYZ et à la revue Urgence (aujourd’hui Tangence).
Il est membre fondateur et administrateur du Regroupement des auteurs de l’Est du Québec, de la revue littéraire Urgence, de la coopérative d’édition ÉDITEQ et administrateur du Carrefour de la littérature des arts et de la culture (CLAC).
Il est actuellement membre de la SOCAN, de l’Union des écrivains québécois (UNEQ) et des Artistes pour la paix.